# 白俄羅斯足球乙級聯賽
白俄羅斯足球乙級聯賽是白俄羅斯國內第三級聯賽，於1992年成立。

## 參賽球隊
分組A:
- 查卡泽尔瓦
- 莫洛迪兹诺
- 比斯特迪纳摩B队
- 日特科维奇改良者
- 斯托尔比
- 佩西雷金
- 伊瓦采维奇
- 奥斯特罗维茨
- BGU明斯克
- 斯滕莱斯平斯克

分組B:
- 维多利玛伊戈尔卡
- 迪尼普罗加切夫
- SMI奥托特兰斯
- 沙克迪奥B队
- 高尔基
- 哲洛宾
- 波罗斯克
- 坎普罗姆
- 奥希波维奇
- 恩尔戈斯比巴萨图